# Panorpa latipennis
Panorpa latipennis is een insect uit de orde van de schorpioenvliegen (Mecoptera), familie van de schorpioenvliegen (Panorpidae). De wetenschappelijke naam van de soort is voor het eerst geldig gepubliceerd door Hine in 1901.
De soort komt voor in de Verenigde Staten.